# Сёдерберг, Ноа
Ноа Александер Сёдерберг (швед. Noah Alexander Söderberg; род. 21 августа 2001, Швеция) — шведский футболист, полузащитник клуба «Эльфсборг».

## Клубная карьера
Начинал заниматься футболом в клубе «Бредаред». В раннем возрасте перебрался в «Эльфсборг», где прошёл путь от юношеских команд до основы. В сентябре 2020 года впервые попал в заявку на матч чемпионата Швеции с «Мьельбю», но на поле не появился.
Перед сезоном 2021 вместе с Оливером Занденом, Кевином Хольменом и Джеком Купер-Лавом был переведён в основной состав клуба. Первый матч в составе «Эльфсборга» провёл 6 марта 2021 года на групповом этапе кубка Швеции с «Фалькенбергом». Сёдерберг вышел в стартовом составе и в середине второго тайма уступил место Купер-Лаву. 8 мая дебютировал в Аллсвенскане. На 80-й минуте матча с «Кальмаром» Ноа вышел на поле вместо Пера Фрика.

## Карьера в сборных
В июне 2019 года в составе юношеской сборной Швеции принимал участие в товарищеских встречах со сверстниками из Венгрии. Дебютировал за сборную 4 июня в первом матче, выйдя на замену вместо Ноа Александерссона.

## Клубная статистика
| Выступление      | Выступление      | Выступление      | Лига | Лига | Кубки | Кубки | Конт. кубки | Конт. кубки | Итого | Итого |
| Клуб             | Лига             | Сезон            | Игры | Голы | Игры  | Голы  | Игры        | Голы        | Игры  | Голы  |
| ---------------- | ---------------- | ---------------- | ---- | ---- | ----- | ----- | ----------- | ----------- | ----- | ----- |
| Эльфсборг        | Аллсвенскан      | 2021             | 2    | 0    | 1     | 0     | 0           | 0           | 3     | 0     |
| Эльфсборг        | Итого            | Итого            | 2    | 0    | 1     | 0     | 0           | 0           | 3     | 0     |
| Всего за карьеру | Всего за карьеру | Всего за карьеру | 2    | 0    | 1     | 0     | 0           | 0           | 3     | 0     |